# Farní sbor Českobratrské církve evangelické v Šenově u Ostravy
Farní sbor Českobratrské církve evangelické v Šenově u Ostravy je sborem Českobratrské církve evangelické v Šenově u Ostravy. Sbor spadá pod Moravskoslezský seniorát.
Sbor byl založen roku 1946.
Místo faráře sboru je neobsazeno, administruje Mojmír Blažek, kurátorem sboru je Karel Bednář.

## Faráři sboru
- František Kotouč
- Jan Oliva (1930–1946)
- Jan Košťál (1946–1952)
- Jaromír Jašek (1952–1965)
- vikář Milan Balabán (1952–1953)
- Pavel Janeczek (1965–1982)
- Bronislav Czudek (1983–1993)
- Štěpán Marosz (2002–2022)